# Boris Farkaš

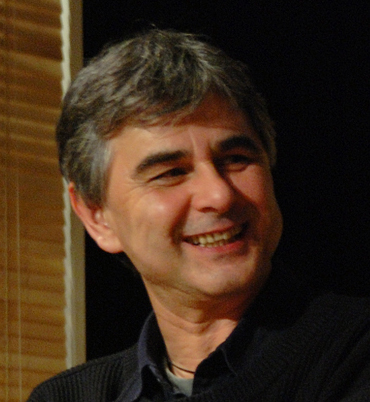
Boris Farkaš (2010)

Boris Farkaš (* 4. Juli 1954 in Ratková, Tschechoslowakei) ist ein slowakischer Film- und Bühnenschauspieler.

## Leben
Boris Farkaš wurde 1954 in Ratková geboren.
Seinen ersten Auftritt absolvierte Farkaš 1977 der Fernsehserie Rachotilkovia. 1977 folgte sein Spielfilmdebüt in dem Fernsehfilm Lavína. 1979 erhielt er in der Miniserie Dobrí ludia este zijú erstmals eine wiederkehrende Rolle. 2010 bis 2013 erschien Farkaš in 13 Folgen der Fernsehserie Kriminálka Staré Mesto.
Seine Tochter ist die Schauspielerin Kristína Farkašová.

## Filmografie
- 1977: Rachotilkovia (Fernsehserie)
- 1977: Lavína (Fernsehfilm)
- 1979: Und ich laufe bis ans Ende der Welt (A pobežím až na kraj sveta)
- 1979: Dobrí ludia este zijú (Miniserie, 3 Folgen)
- 1980: V území nikoho (Fernsehfilm)
- 1981: Profesorova dcéra (Fernsehfilm)
- 1981: Mandula (Fernsehfilm)
- 1982: V tomto meste, v tejto chvíli (Fernsehfilm)
- 1982: Na konci dialnice
- 1983: Der Salzprinz (Soľ nad zlato)
- 1984: Ausflug in die Jugendzeit
- 1984: Vrabce z Trnia (Miniserie)
- 1984: Rozprávky pätnástich sestier (Fernsehserie)
- 1985: Rozprávanie kvetu kamélie (Miniserie, Folge 1x02)
- 1985: Poklad (Fernsehfilm)
- 1985: Domov (Fernsehserie)
- 1986: Návrat Jána Petru
- 1986: Starý priatel (Fernsehfilm)
- 1986: Rozlúcka s Máriou (Fernsehfilm)
- 1986: Kucapaca alebo Obnovenie poriadku (Fernsehfilm)
- 1988: Stupne porazených
- 1989: Novinári (Miniserie, 2 Folgen)
- 1989: Tak sa na mna prilepila (Fernsehfilm)
- 1989: Spálená kosela (Fernsehfilm)
- 1990: 110 metrov (Fernsehfilm)
- 1992: Stratený list (Fernsehfilm)
- 1993: Profesor Bernhardi (Miniserie, 2 Folgen)
- 1993: Neveselé rozhovory pri svieckach (Fernsehfilm)
- 1995: Dusicka (Fernsehfilm)
- 1995: Za vrchom vrch (Fernsehfilm)
- 1997: V zajatí lásky (Fernsehfilm)
- 1997: Nech hodí kamenom (Fernsehfilm)
- 1999: Fiaker císlo 21 (Fernsehfilm)
- 2001: Vadí nevadí
- 2005: Rodinné tajomstvá (Fernsehserie, 3 Folgen)
- 2005: Ticho (Fernsehfilm)
- 2007: Rozhovor s nepriatel'om
- 2010: Nesmrtelní (Miniserie, Folge 1x07)
- 2010–2013: Kriminálka Staré Mesto (Fernsehserie, 13 Folgen)
- 2013: Klan (Fernsehserie)
- 2013: Zlodeji deti (Miniserie)
- 2014: A Step Into the Dark (Krok do tmy)
- 2017: Únos
- 2017: Skutocné príbehy (Fernsehserie, Folge 2x04)
- 2017: Websterovci (Fernsehserie)
- 2018: Vlci (Fernsehserie)
- 2018: Pani Dokonalá (Fernsehfilm)
- 2018: Inspektor Max (Fernsehserie, Folge 1x11)
- 2018: Som mama (Fernsehserie)
- 2018: Hotel (Fernsehserie, 3 Folgen)
- 2019: Strázmistr Topinka (Strážmistr Topinka, Fernsehserie, Folge 1x12)
- 2019: Kriminálka 5.C (Fernsehserie, 2 Folgen)
- 2022: Die Kleine Spinne Lilly Webster (Websterovci vo filme, Sprechrolle)
- 2023: Villa Lucia
- seit 2023: Prokuratorka (Fernsehserie)